# Nassir Djafari

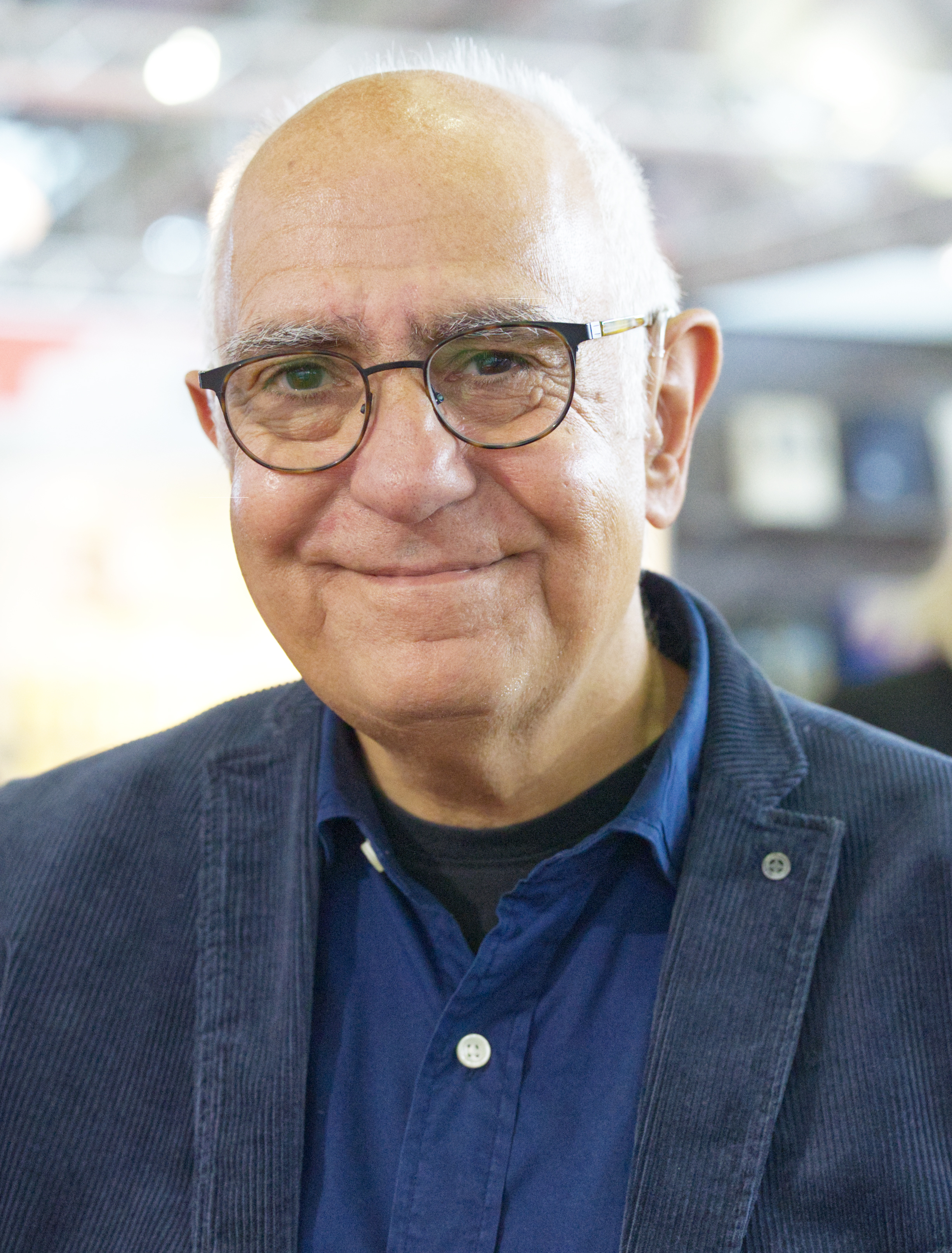
Nassir Djafari (2023)

Nassir Djafari (persisch ناصر جعفری; geb. 1952 im Iran) ist ein deutsch-iranischer Schriftsteller.

## Leben
Djafari wurde im Iran geboren, zog jedoch im Alter von fünf Jahren mit seiner Familie nach Deutschland. Er wuchs mit seinen zwei Brüdern auf und hat seit 1987 die doppelte Staatsbürgerschaft. Er studierte Volkswirtschaftslehre in Frankfurt und war beruflich in der internationalen Entwicklungszusammenarbeit tätig, unter anderem für die Kreditanstalt für Wiederaufbau (KfW). Djafari arbeitete weltweit, u. a. drei Jahre in Peru und ein halbes Jahr in Polen. Er begann erst im Alter von 63 Jahren, nachdem er in den Ruhestand gegangen war, literarisch tätig zu werden. Djafari lebt heute in Wehrheim bei Bad Homburg.

## Wirken
Djafari begann sich erst im fortgeschrittenen Alter dem Schreiben zu widmen. Seine Bücher verflechten persönliche Geschichten mit gesellschaftspolitischen Fragestellungen, oft auf der Grundlage seiner eigenen Migrationsgeschichte. Sein literarisches Debüt gab er mit Eine Woche, ein Leben, dem mit Mahtab sein zweiter Roman folgte. Sein dritter Roman Der Großcousin bildet zusammen mit den vorherigen Werken eine Trilogie, die sich mit den Themen Flucht, Identität und dem Leben zwischen zwei Kulturen befasst. In Der Großcousin beleuchtet er die Herausforderungen und Widersprüche der jungen iranischen Generation, die unter einem repressiven Regime aufwächst.

## Werke
- Eine Woche, ein Leben. Sujet Verlag, Bremen 2020, ISBN 978-3-96202-053-8.
- Mahtab. Sujet Verlag, Bremen 2022, ISBN 978-3-96202-107-8.
- Der Großcousin. Sujet Verlag, Bremen 2024, ISBN 978-3-96202-136-8.